# Comitatul Caroline, Virginia
Comitatul Caroline, conform originalului din limba engleză, Caroline County, este un comitat al statului asociat Virginia. Conform recensământului din anul 2000, 2000 Census, populația era de 22.121.  Sediul comitatului este localitatea Bowling Green.

## Istoric
Comitatul Caroline a fost fondat în anul 1728 din porțiuni a trei comitate Essex, King and Queen și King William. A fost denumit după Carolina de Ansbach, soția regelui George al II-lea.

## Demografie
|  | Graficele sunt indisponibile din cauza unor probleme tehnice. Mai multe informații se găsesc la Phabricator și la wiki-ul MediaWiki. |

Date: Wikidata - grafică realizată de Wikipedia

## Orașe
Sunt două orașe încorporate în Comitatul Caroline.
- Bowling Green
- Port Royal

## Oameni notabili
- William Woodford, ofițer în Războiul de Independență al Statelor Unite ale Americii.